# هالووین
هالووین (به انگلیسی: Halloween) مخفف هالووز ایونینگ (Hallows' Evening) به معنای شب قدیسان، جشنی است که در ۳۱ اکتبر و در شامگاه مراسم روز همه قدیسین از آیین‌های مسیحیت غربی، برگزار می‌شود. هالووین روز اول مراسم سه‌روزه آلهالوتاید است که مناسبتی در تقویم کلیسا برای بزرگداشت یاد درگذشتگان، از جمله قدیسان، شهیدان مسیحی و دیگر مؤمنان درگذشته است.
توافق‌نظر رایج این است که بسیاری از سنت‌های هالووین برگرفته از مراسم‌های فصل برداشت محصول در فرهنگ باستانی سلت‌ها، به خصوص جشن سوون، است؛ این مراسم‌ها احتمالاً ریشه پاگانی داشته‌اند و سوون بعد از مسیحی‌سازی در قرون اولیه مسیحیت به شکل هالووین درآمده‌است. گروهی دیگر معتقدند هالووین از آغاز تعطیلاتی مسیحی بوده‌است و ریشه‌های متفاوتی با جشن‌های باستانی نظیر سوون داشته‌است.
فعالیت‌های مرسوم روز هالووین شامل قاشق‌زنی، شرکت در مهمانی‌های هالووین با لباس‌های ویژه این روز، تهیه کدوی هالووین، روشن‌کردن آتش، سیب‌بازی، بازی‌های فال‌بینی، شوخی دستی، بازدید از خانه‌های وحشت، تعریف‌کردن قصه‌های وحشت‌آور و تماشای فیلم‌های ترسناک است. در بسیاری از نقاط جهان مراسم‌های مسیحیِ روز همه قدیسان، مانند حاضر شدن در کلیسا یا روشن‌کردن شمع در کنار قبر مردگان، هنوز هم محبوب و رایج است اما در دیگر کشورها بُعد تجاری و غیردینی هالووین اهمیت بیشتری دارد. برخی مسیحیان به صورت تاریخی از خوردن گوشت در این روز اجتناب می‌کنند، سنتی که خود را در خوردن غذاهای گیاهی مثل پنکیک سیب‌زمینی، سیب و کیک روح در طول شب‌زنده‌داری این روز تجلی داده‌است.

## ریشهٔ نام
هالووین یک واژه مسیحی است که ریشه آن به حدود ۱۷۴۵ برمی‌گردد. واژه «Hallowe'en» به معنی «شب قدیسان» واژه‌ای از اصطلاح اسکاتلندی All Hallows' Eve به معنی (شب پیش از روز همه مقدسان) می‌آید. «eve» در زبان اسکاتس even هست و این هم‌معنی با e'en یا een است. با گذر زمان (All) Hallow(s) E(v)en به Hallowe'en تبدیل شد. هرچند که واژه «All Hallows» در انگلیسی باستان وجود داشت اما خود «All Hallows' Eve» تا ۱۵۵۶ دیده نشده بود.

## تاریخچه

### تأثیر از فرهنگ گالیک و سایر فرهنگ‌های سلتی

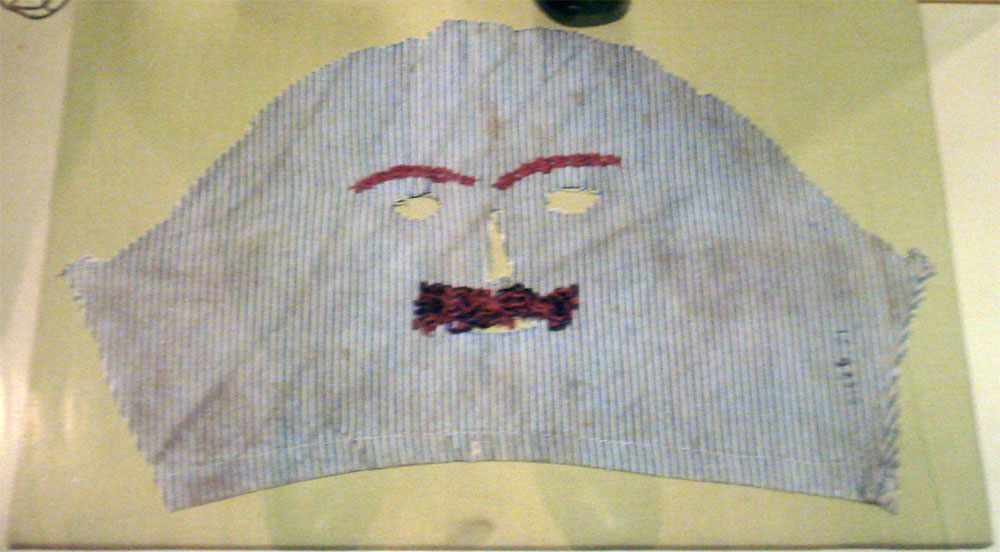
ماسک هالووین ایرلندی از اوایل قرن بیستم، که در موزه ملی ایرلند - زندگی کشور در معرض دید عموم است.

تصور می‌شود که آداب و رسوم امروز هالووین تحت تأثیر آداب و رسوم و اعتقادات فولکلور ملت‌های سلتی به وجود آمده، اعتقاد بر این است که برخی از این آیین‌ها ریشه در ادیان اولیهٔ مردم این نواحی داشته. در سراسر ایرلند آتش‌بس ناپایداری میان آداب و رسوم و اعتقادات مرتبط با مسیحیت، و آئین‌های مرتبط با ادیانی که قبل از ورود مسیحیت به ایرلند وجود داشتند، برقرار بود. در حالی که برخی از فولکلوریست‌ها ریشهٔ هالووین را در جشن رومی پومونا، الهه میوه‌ها و دانه‌ها، یا در یک عید مردگان، به نام پارنتالیا، دانسته‌اند، اما در واقع این جشن بیشتر با فستیوال سلتیکی سوون مرتبط است، که در ایرلند قدیمی برای «پایان تابستان» برگزار می‌شد.
سوون اولین و مهم‌ترین روز از میان روزهای سه‌ماهه در تقویم قرون وسطایی گالی‌ها بود و در ۳۱ اکتبر - ۱ نوامبر در ایرلند، اسکاتلند و جزیره من جشن گرفته می‌شد. جشنوارهٔ مشابهی در همان زمان از سال توسط اقوام سلتی بریتونی برگزار می‌شد، که در ولز Calan Gaeaf، در کورنوال Kalan Gwav و در برتاین Kalan Goañv نامیده می‌شد؛ نام‌هایی که به معنی «اولین روز زمستان» بودند. در باور سلت‌ها یک روز، در زمان غروب آفتاب به پایان می‌رسید و روز بعد آغاز می‌شد؛ بنابراین این عید شب قبل از ۷ نوامبر (نیم‌نقطه‌ای میان اعتدال روز و انقلاب پاییزی) آغاز می‌شد. سوون و کالان گائف در اولین مکتوبات ایرلندی و ولزی ذکر شده‌اند. این نام‌ها توسط مورخان برای اشاره به آداب و رسوم سلتیکی هالووین تا قرن نوزدهم استفاده می‌شد و هنوز هم این واژگان در زبان‌های گالیکی و ولزی معادل هالووین هستند.

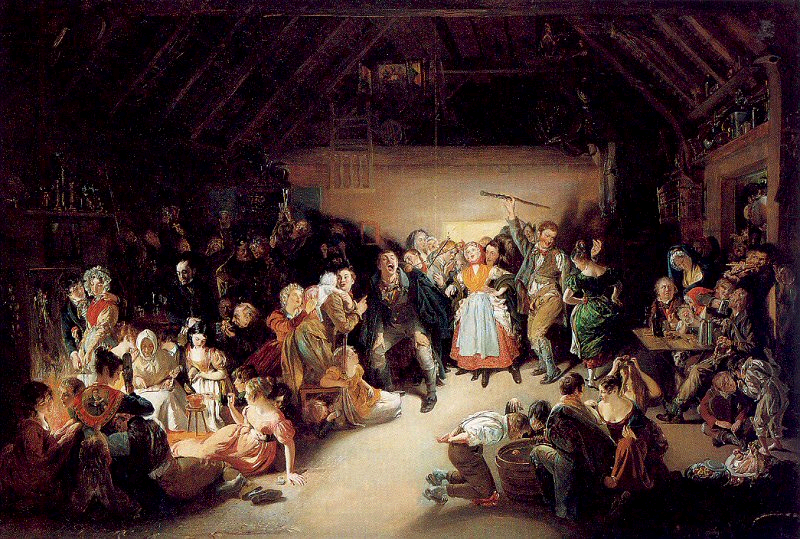
شب اسنپ-اپل که توسط Daniel Maclise در سال ۱۸۳۳ نقاشی شده‌است، مردم را در جشن هالووین ایرلندی نشان می‌دهد که به بازی‌های پیشگویی مشغولند.

سوون/ کالان گائف پایان فصل برداشت و آغاز زمستان یا «نیمه تاریک» سال را مشخص کرد و همچون Beltane / Calan Mai روز اعتدال بود؛ یعنی هنگامی که مرز بین این جهان و جهان دیگر به نازک‌ترین حد خود می‌رسید. بنابرین AOS Sí (تلفظ: ‎/iːsˈʃiː/‎ eess-SHEE)، " ارواح " یا " پریان "، به راحتی می‌توانستند به این دنیا آمد و شد کنند. بیشتر دانشمندان Aos Sí را «گونه‌های ضعیف‌تری از خدایان باستان [...] می‌دانند که قدرت آن‌ها حتی پس از جایگزینی رسمی اعتقادات مذهبی در ذهن بومیان همچنان برقرار بود». Aos Sí هم مورد احترام و هم ترسناک بودند، افراد اغلب هنگام نزدیک شدن به خانه‌های خود از خدا طلب آرامش می‌کردند. در سوون، اعتقاد بر این بود که AOS Sí باید تسکین یابند تا مردم از دام آن‌ها در زمستان جان سالم به در برند؛ پس غذا و نوشیدنی یا بخش‌هایی از محصولات خود را خارج از خانه برای Aos Sí عرضه می‌کردند. همچنین گفته می‌شود که روح مردگان در جستجوی مهمان‌نوازی به خانه‌های پیشین خود بازمی‌گردند. مکان‌هایی برای استقبال از آن‌ها کنار میز شام و کنار آتش چیده می‌شد. اعتقاد بر این که ارواح مردگان در یک شب از سال به خانه بر می‌گردند و باید آرام شوند، ظاهراً ریشه‌ای باستانی دارد و در بسیاری از فرهنگ‌های سراسر جهان وجود دارد. در قرن نوزدهم در ایرلند، "شمع روشن می‌کردند و رسماً برای ارواح درگذشته نماز اقامه می‌شد. بعد از این غذا خوردن، آشامیدن، و بازی شروع را شروع می‌کردند.
در سراسر ایرلند و انگلیس، جشن‌های خانگی شامل آیین‌ها و بازی‌هایی می‌شد که در رابطه با پیشگویی آیندهٔ فرد، به ویژه در مورد مرگ و ازدواجش، بود. در این آئین‌های پیشگویی اغلب از سیب و آجیل استفاده می‌شد. این موارد شامل جوشیدن سیب، بو دادن آجیل، خراش دادن یا خیره شدن به آینه، ریختن سرب مذاب یا سفیده در آب، تعبیر خواب و غیره بودند. آتش مخصوصی روشن می‌شد و آئین‌هایی هم مربوط به آن بود. شعله‌های آتش، دود و خاکستر آن‌ها دارای قدرت محافظتی و پاک‌کنندگی در نظر گرفته می‌شد و همچنین برای پیشگویی استفاده از آن می‌کردند. در بعضی از نقاط، مشعل‌هایی، به عنوان نماد خورشید، روشن می‌کردند و معتقد بودند آتش آن از خانه‌ها و مزارعشان محافظت می‌کند. گفته می‌شود که آتش برافروختن نوعی جادوی تقلیدی یا سمپاتیک بود - آن‌ها شکل خورشید را تقلید می‌کردند تا به «قدرت رشد» کمک کند و پژمردگی و تاریکی زمستان را بلاجو باشد. در اسکاتلند، این آتش‌افروزی و بازی‌های پیشگویی توسط بزرگان کلیسا در برخی از مناطق ممنوع شد. در ولز، آتش «برای جلوگیری از بازگشت روح مردگان به زمین» روشن می‌شد. در دوره‌های بعد می‌گفتند این آتش بر پا کردن باعث «دور نگهداشتن شیطان» می‌شود.

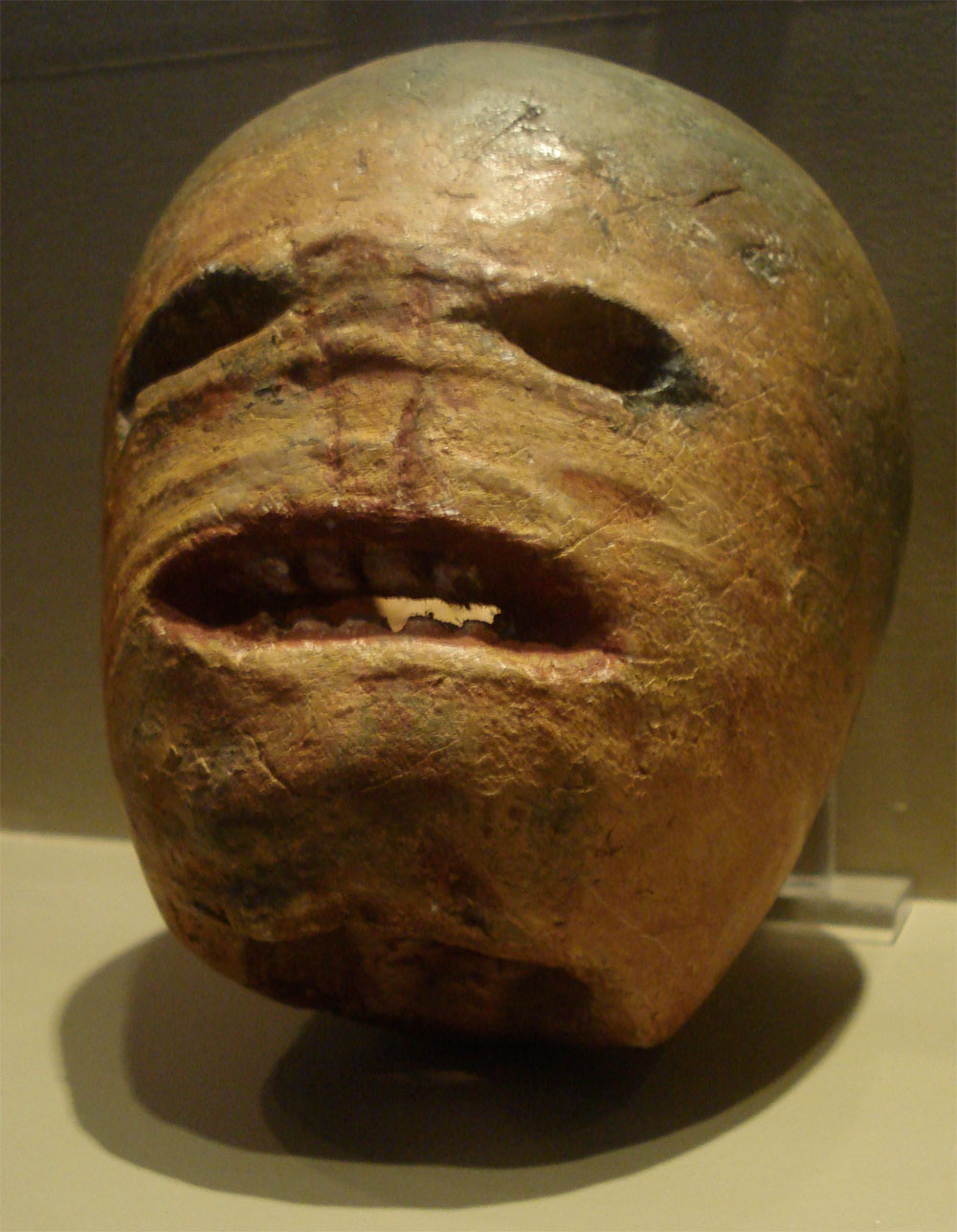
یک فانوس سنتی شلغم هلووین (rutabaga) که در ایرلند استفاده می‌شد.

حداقل از قرن شانزدهم میلادی، این فستیوال در ایرلند، اسکاتلند، جزیره من و ولز، شامل نقاب پوشیدن، لال‌بازی و قاشق‌زنی می‌شد. این کار توسط افرادی انجام می‌شد که با لباس خاص (یا با لباس مبدل) خانه به خانه می‌رفتند، و معمولاً در ازای غذا دعا یا آهنگ می‌خواندند. ممکن است در اصل این رسمی بوده که به موجب آن مردم به عنوان Aos Sí یا روح مردگان تقلید می‌کردند و از طرف آن‌ها اقلامی، مثل رسم کیک روح، را دریافت می‌کردند. اعتقاد بر این بود که تقلید از ارواح یا پوشیدن لباس مبدل، فرد را در برابر آن‌ها محافظت می‌کند. توصیه بر این بود که لال‌بازان و قاشق‌زنان «ادای ارواح قدیمی زمستان را درآورده و دگرگونی و خوشبختی آرزو کنند». در مناطقی از ایرلند جنوبی، قاشق‌زنان دارای یک اسب سرگرمی بودند. مردی که لباسمادیان سفید (Láir Bhán) را پوشیده بود، خانه به خانه می‌رفت و با خواندن شعرهایی که گاه نشان از پگانیسم داشتند، از جوانان طلب خوراکی می‌کرد. اگر خانوار غذایی به او اهدا می‌کرد، می‌توانست خوشبختی را از "Muck Olla" انتظار داشته باشد. انجام ندادن آن باعث بدبختی می‌شد. در اسکاتلند، جوانان با صورتک‌هایی که نقاشی یا سیاه شده بود، خانه به خانه می‌رفتند و اغلب تهدید می‌کردند در صورت عدم استقبال، شیطنت می‌کنند. اف. ماریان مک نیل معتقدست که در این جشنواره باستانی افرادی با لباس شبیه ارواح حضور داشتند و این صورتک‌ها با خاکستر برگرفته از آتش مقدس مشخص سیاه شده بودند. در مناطقی از ولز، مردان لباس‌های موجود ترسناکی به نام " گوراچود " را می‌پوشیدند. در اواخر قرن ۱۹ و اوایل قرن ۲۰، جوانان در گلامورگن و اورکنی لباس مبدل به تن می‌کردند.
در جاهای دیگر اروپا، اسب‌های نقاپ‌پوش و تزئین شده، بخشی دیگر از جشنواره‌های سالانه بودند. با این حال، در مناطق سلتیک‌زبان آن‌ها «به ویژه برای شبی مناسب بودند، که گفته می‌شد موجودات ماورا طبیعی در خارج از قلمرو خود هستند و می‌توان توسط افراد سرگردان از آن‌ها تقلید یا دفع‌شان کرد». حداقل از قرن هجدهم، «تقلید از ارواح خبیث» منجر به شوخی در ایرلند و مناطق مرتفع اسکاتلند شد. پوشیدن لباس و شوخی در هالووین در قرن بیستم به انگلستان هم سرایت کرد. به‌طور سنتی، شوخی‌کنندگان از شلغم توخالی یا چغندر گاوی، که اغلب با صورت گروتسک حکاکی می‌شدند، به عنوان فانوس استفاده می‌کردند. کسانی که آن‌ها را می‌ساختند، ادعا داشتند فانوس‌ها نمایانگر ارواح هستند، یا برای دفع ارواح شیطانی استفاده می‌شوند. در قرن نوزدهم این فانوس‌ها در مناطقی از ایرلند و ارتفاعات اسکاتلند و همچنین در سامرست معمول بودند. در قرن ۲۰ فانوس‌ها به سایر مناطق انگلیس گسترش یافتند و به‌طور کلی به عنوان فانوس جک معروف شدند.

### تأثیر مسیحیت
تصور می‌شود آداب و رسوم امروزی هالووین تحت‌تأثیر دگم مسیحی و اعمال ناشی از آن قرار گرفته‌است. هالووین شب قبل از اعیاد مقدس مسیحیان برگزار می‌شود؛ روز همه مقدسین (به انگلیسی: All Hallows' Day, All Saints 'یا Hallowmas) فردای این شب، در اول نوامبر و در روز ارواح درگذشتگان، ۲ نوامبر گرامی داشته می‌شوند؛ بنابراین جشن شب ۳۱ اکتبر در اصل All Hallows' Eve به معنی شب پیش از همهٔ اعیاد، نام دارد. از زمان کلیسای اولیه، رسم بود که شب پیش از فرارسیدن اعیاد بزرگ مسیحیت (مانند کریسمس، عید پاک و پنجاهه) را با شب‌زنده‌داری سر کنند. این سه روز در مجموع ''Allhallowtide'' نامیده می‌شود و زمانی برای تکریم مقدسین و دعا برای ارواح کسانی است که به تازگی از دنیا رفته‌اند و هنوز به بهشت نرسیده‌اند. مراسم بزرگداشت همهٔ مقدسین و شهدا توسط چندین کلیسا در تاریخ‌های مختلف، بیشتر در بهار، برگزار می‌شده‌است. در سال ۶۰۹ میلادی، پاپ بونیفاس چهارم روز ۱۳ مه پانتئون در رم را برای «سنت ماری و همهٔ شهدا» باز-وقف کرد. این روز با اعیاد لموریا، که جشنوارهٔ مردگان در روم باستان بود، و تاریخ بزرگداشت مقدسین ادسا در زمان افرایم در یک روز بودند.
جشن All Hallows، که در کلیسای غربی در روز کنونی‌اش برگزار می‌شود، می‌تواند تاریخ برگزاری خود را از زمان خطبهٔ پاپ گریگوری سوم (۷۳۱–۷۴۱) گرفته باشد که در این روز، در سنت پیتر برای یادگارهای «رسولان مقدس و همه مقدسین، شهدا و اعتراف‌کنندگان» نطق کرد. در سال ۸۳۵ میلادی، روز All Hallows 'به‌طور رسمی به دستور پاپ گریگوری چهارم به ۱ نوامبر، همان تاریخ سوون، تغییر یافت. برخی معتقدند که این امر به دلیل نفوذ فرهنگ سلتیک بوده‌است، در حالی که برخی دیگر عقیده دارند که این برگرفته از یک ایدهٔ ژرمنی بوده؛ اگرچه ادعا می‌شود که هر دو خلق ژرمنی و سلتیک در ابتدای زمستان از مردگان یاد می‌کردند. ممکن است آن‌ها مناسب‌ترین زمان را برای انجام این کار در نظر گرفته باشند، زیرا اعتدال پاییزی زمان «مرگ» در طبیعت است. همچنین گفته می‌شود که یکی از دلایل تغییر تاریخ این یادواره، «گرمای هوا در تابستان‌های رم بود که موجب سختی زائران بسیاری می‌شد که به این شهر می‌آمدند» و شاید به دلیل ملاحظات بهداشت عمومی در مورد تب رومی هم بوده باشد؛ بیماری‌ای که ادعا می‌شود تابستان را برای مردم منطقه غیرقابل زیست می‌کرد.
در پایان قرن ۱۲ این یادواره در سراسر اروپا به روزهای مقدس همگانی تبدیل شده بود و سنت‌هایی یافته بود؛ مانند به صدا درآمدن ناقوس کلیساها برای کمک به ارواحی که در برزخ گیر افتادند. علاوه بر این، «رسم بود که مأموران حمل سیاه‌پوش در خیابان‌ها رژه می‌رفتند، صدای زنگ عزاداری را به صدا درمی‌آوردند و همه مسیحیان خوب را به یاد آوردن ارواح مفلوک فرا می‌خواندند.» «روح‌گری» (Souling)، سنتی از پختن و پخش کردن کیک‌های روح برای همهٔ ارواح کسانی بود که همچون مسیحیان تعمید داده شده بودند، و شاید منشأ رسم امروزی «کلک یا خوراکی» باشد. قدمت این رسم حداقل تا قرن پانزدهم بازمی‌گردد و در مناطقی از انگلیس، فلاندر، آلمان و اتریش آثار قدمت آن پیداست. گروهی از افراد فقیر، غالباً کودک، در طول Allhallowtide خانه به خانه می‌رفتند و در ازای دعا برای مردگان، به ویژه روح دوستان و بستگان اهداکنندگان، کیک‌های روح جمع می‌کردند. همچنین کیک‌های روح جمع می‌شد تا به خود ارواح اهدا شود، وگرنه «روح‌چی‌ها» (soulers) به عنوان نمایندهٔ آن ارواح عمل می‌کردند. همانند سنت روزه نان‌های داغ صلیب‌نشان، کیک‌های روح Allhallowtide هم اغلب با علامت صلیب پخت می‌شدند و به عنوان صدقه پخش می‌شدند. شکسپیر در کمدی خود با نام دو نجیب‌زادهٔ ورونا (۱۵۹۳) از رسم روح‌گری یاد می‌کند. وزیر عیسوی، پرنس سوری کنته، در مورد سنت پوشیدن لباس مخصوص نوشته: «این عقیدهٔ سنتی وجود دارد که ارواح قبل از رفتن به دنیای بعدی، برای جلوگیری از شناخته شدن توسط هر فردی که ممکن است به دنبال انتقام‌جویی از آنان باشد، ماسک می‌زنند یا لباس مبدل می‌پوشند تا هویت خود را پنهان کنند.»
ادعا می‌شود که در قرون وسطی، کلیساهایی که برای نمایش یادگار مقدسین شهید در Allhallowtide بیش از حد فقیر بودند، به اهالی اجازه می‌دادند به جای آن‌ها، لباس مقدسیدن را بپوشند. برخی از مسیحیان امروزی نیز در هالووین این رسم را رعایت می‌کنند. لسلی باناتین معتقد است که این می‌تواند مسیحی شدن یک رسم پیشین پگان‌ها (مشرکان) باشد. مسیحیان هنگام روح‌گری، «فانوس‌هایی از شلغم گود شده» را با خود حمل می‌کردند. گفته شده‌است که این همان جک-اُ-لنترن یا کدوی هالووین امروزی است، که در اصل نمایانگر روح مردگان است. در هالووین اروپای قرون وسطی، آتش بر پا کردن هدف دوگانه‌ای داشت، چراغانی برای هدایت روح‌های سرگردان تا به خانه‌های خانواده‌هایشان برسند، و همچنین منحرف کردن شیاطین از جنایت علیه خلق راستین مسیحی. خانواده‌های اتریشی، انگلیسی و ایرلندی اغلب «در هر اتاق شمع می‌افروختند تا روح را برای بازدید از خانه‌های خاکی خود راهنمایی کنند.» این شمع‌ها به «نورهای روح» معروف بودند. بسیاری از مسیحیان در سرزمین اصلی اروپا، به ویژه فرانسه معتقد بودند که «سالی یک بار، در هالووین، مردگان در صحن‌های کلیسا برای یک کارناوال مخوف و شنیع زنده می‌شوند» که معروف به ماکابره دانس (رقص مخوف) بود، که اغلب در تزئینات کلیسا به تصویر کشیده شده‌است. کریستوفر آلمند و روزاموند مک کیتریک در کتاب The New Cambridge Medieval History می‌نویسند : "مسیحیان با دیدن کودکی عیسی که روی زانوی مادرش بازی می‌کرد تحت تأثیر قرار گرفتند؛ قلب آن‌ها توسط باکرده سوگوار لمس شد و قدیسین حامی آن‌ها را از حضورشان اطمینان بخشیدند. اما، در تمام مدت، ماکابره دانس از آن‌ها می‌خواست که پایان همهٔ چیزهای زمینی را فراموش نکنند. " این ماکابره دنس در اشاره به مجالس مجلل روستایی و مراسم ماسک در محافل درباری بود که در آن "افراد با لباس‌های مختلفی، از طبقات مختلف جامعه حضور داشتند" و شاید منشأ مهمانی‌های لباس هالووین امروزی باشد، وضع شده‌است.
در بخش‌هایی از بریتانیا، این آداب و رسوم در زمان حملهٔ اصلاح‌خواهان، مایهٔ سرزنشی بر پروتستان‌ها شد و برزخ به عنوان یک دُکترین "پاپی" ناسازگار با باور آنان از قضا و قدر معرفی شد؛ بنابراین، برای برخی از پروتستان‌های ناسازگار، الهیات هالووین باز-تعریف شد؛ این بار بدون آموزه‌های مرتبط با برزخ، زیرا "ارواح نمی‌توانند، آن گونه که کاتولیک‌ها اغلب معتقدند و ادعا می‌کنند، از مسیرشان در راه بهشت به برزخ عودت کنند. در عوض، تصور شد که اشباح در جلد شیطانی قرار دارند. به همین ترتیب آن‌ها تهدیدآمیز قلمداد شدند. " دیگر پروتستان‌های معتقد به حفظ حالت میانی، هادس (آغوش ابراهیم) را قبول دارند و به رعایت آداب و رسوم اصلی پیشین ادامه دادند، به خصوص سنت روح‌گری که در آن شمع روشن کرده و در دسته‌روی با زنگ نواختن ارواح را هدایت می‌کردند. مارک دونلی، استاد باستان‌شناسی قرون وسطی، و مورخ دانیل دیهل، با توجه به ارواح شیطانی هالووین، می‌نویسند که "افراد برای محافظت از انبارها و خانه‌ها و به تبع آن، اهل خانه و دام‌ها در برابر اثر جادوگران، که تصور می‌شد خطری بدخیم هستند، از ارواح در مسیر سفرشان به زمین، تقدس می‌جوییدند. " در قرن نوزدهم، در بعضی از مناطق روستایی انگلیس، خانواده‌ها در شب شب All Hallows در تپه‌ها جمع شدند. یک نفر کاه‌سوزان را روی چنگک نگه می‌داشت و بقیه به صورت حلقه ای دور او زانو می‌زدند و برای روح بستگان و دوستانشان دعا می‌کردند تا زمانی که شعله‌های آتش خاموش شود. این رسم به عنوان teen'lay شناخته می‌شد. از جمله آداب و رسوم دیگر می‌توان به آتش روشن کردن در دربشایر و آتش افروختن شبانه در هرتفوردشایر اشاره کرد که برای دعای سرگردانان روشن شده بود. افزایش محبوبیت شب گای فاکس (۵ نوامبر) از سال ۱۶۰۵ به بعد، بسیاری از سنت‌های هالووین را جایگزین آن تعطیلات کرد و محبوبیت هالووین در بریتانیا کاهش یافت، به استثنای سرزمین اسکاتلند. در آنجا و در ایرلند، حداقل از اوایل قرون وسطی، سوون و هالووین را جشن می‌گرفتند. جشن کِرک اسکاتلندی رویکرد عمل‌گرایانه‌تری نسبت به هالووین داشت؛ در این مراسم چرخه زندگی و مناسک گذار جوامع و همچنین محافظت از بقای آن در کشور، مهم تلقی می‌شد.
در فرانسه، برخی از خانواده‌های مسیحی، شب All Hallows، کنار مزار عزیزانشان نماز خواندند و ظرف‌هایی پر از شیر برای آن‌ها می‌گذاشتند. در هالووین ایتالیا، برخی از خانواده‌ها قبل از عزیمت به مراسم کلیسا، یک وعده غذای بزرگ را برای ارواح خویشاوندان خود وامی‌نهادند. در اسپانیا، در این شب شیرینی‌های مخصوصی پخته می‌شد که به «استخوان‌های مقدس» (به اسپانیایی: Huesos de Santo‎) معروف بوده و آنها را بر روی قبرهای حیاط کلیسا قرار می‌دادند، عملی که تا امروز ادامه دارد.

## نمادها

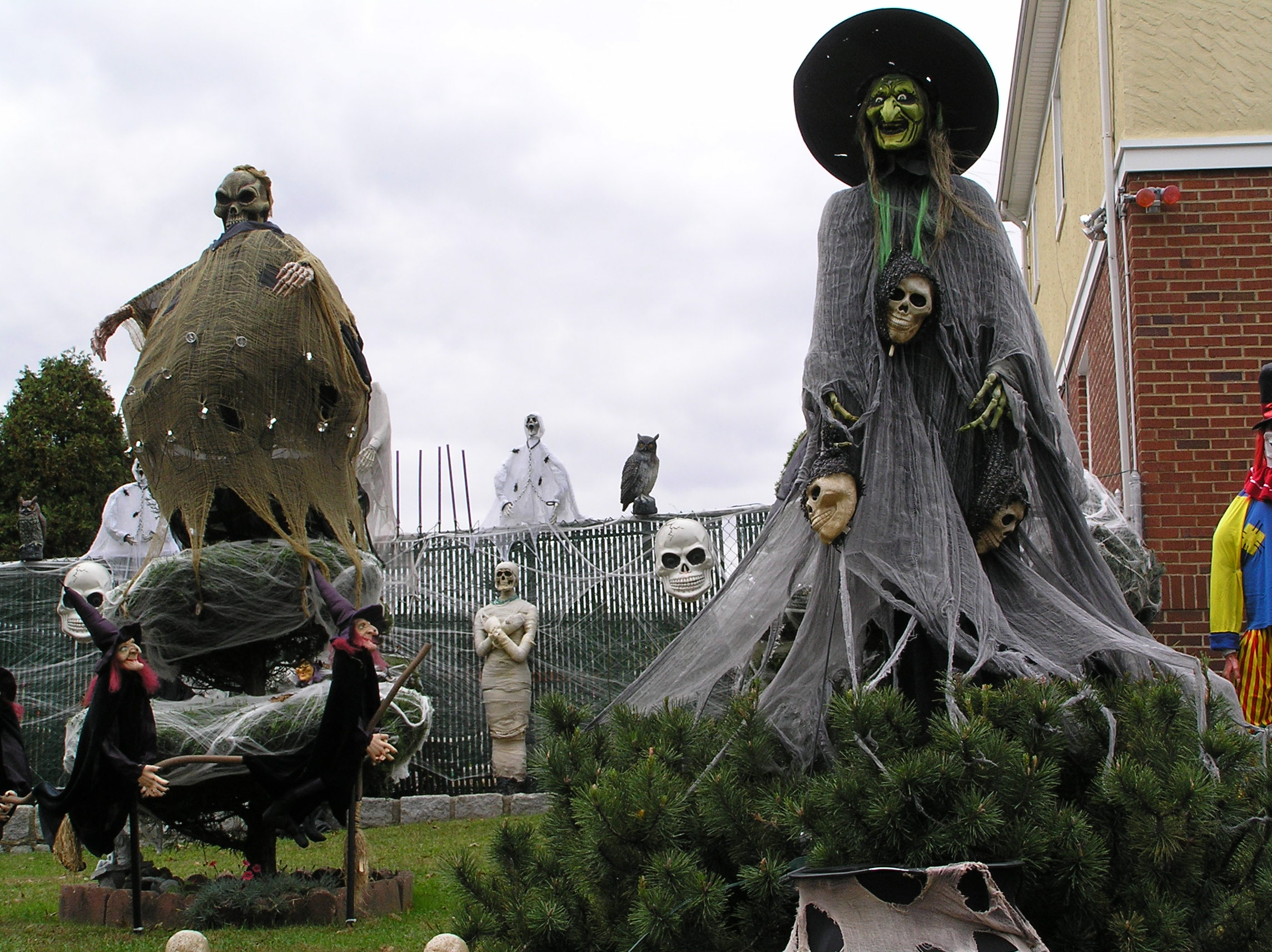
در هالووین، معمولاً حیاط‌ها، فضاهای عمومی و بعضی خانه‌ها ممکن است با نمادهای سنتی ترسناک از جمله جادوگرها، اسکلت‌ها، اشباح، تارهای عنکبوت، و سنگ‌های قبر تزئین شوند.

سیر تکاملی دست‌ساخته‌ها و نمادهای مرتبط با هالووین در طول زمان شکل گرفته‌است. کدوهای هالووین در روز هالووین به‌طور سنتی توسط حقه‌زن‌ها و جهت ترساندن ارواح خبیث حمل می‌شوند. یک حکایت عامیانهٔ مسیحی ایرلندی مرتبط با کدوهای هالووین وجود دارد که در آن گفته شده که در باور عامیانه این کدوها نمایان‌گر «روحی است که ورود آن هم به بهشت و هم به جهنم رد شده‌است.»:
شبی پس از آشامیدن شراب، جک در راه خانه با شیطان روبرو می‌شود و او را به بالا رفتن از یک درخت فریب می‌دهد. جک با یک تصمیم سریع نشان صلیب را بر پوست درخت حک می‌کند و شیطان را به دام می‌اندازد. او به شیطان پیشنهاد یک معامله می‌دهد که هرگز روح او را مطالبه نکند. پس از یک عمر گناه، نوشیدن شراب و دروغ‌گویی، جک در زمان مرگ از ورود به بهشت منع می‌شود. شیطان که به قول خود وفا کرده‌است نیز از راه دادن او به جهنم خودداری می‌کند و یک زغال داغ را مستقیماً از آتش جهنم به سمت او پرتاب می‌کند. آن شب، شب سردی بود و در نتیجه جک آن زغال را در یک شلغم توخالی قرار می‌دهد تا از خاموش شدن آن جلوگیری کند. از آن زمان، جک به‌همراه فانوسش در حال پرسه‌زدن در جستجوی مکانی برای استراحت بوده‌است.
در ایرلند و اسکاتلند، در طول عید هالووین طبق سنت‌ها شلغم را حکاکی می‌کنند، اما مردمی که به آمریکای شمالی مهاجرت کرده‌اند، از کدوهای بومی، که هم بزرگ‌تر و هم نرم‌تر هستند و حکاکی آن‌ها نسبت به شلغم راحت‌تر است، استفاده می‌کنند. سنت حکاکی کدو در آمریکا نخستین بار در سال ۱۸۳۷ ثبت شده‌است و در اصل به‌طور کلی با زمان برداشت محصولات کشاورزی مرتبط بوده و تا پیش از اواسط تا اواخر قرن نوزدهم میلادی، به‌طور مشخص با جشن هالووین مرتبط نبوده‌است.

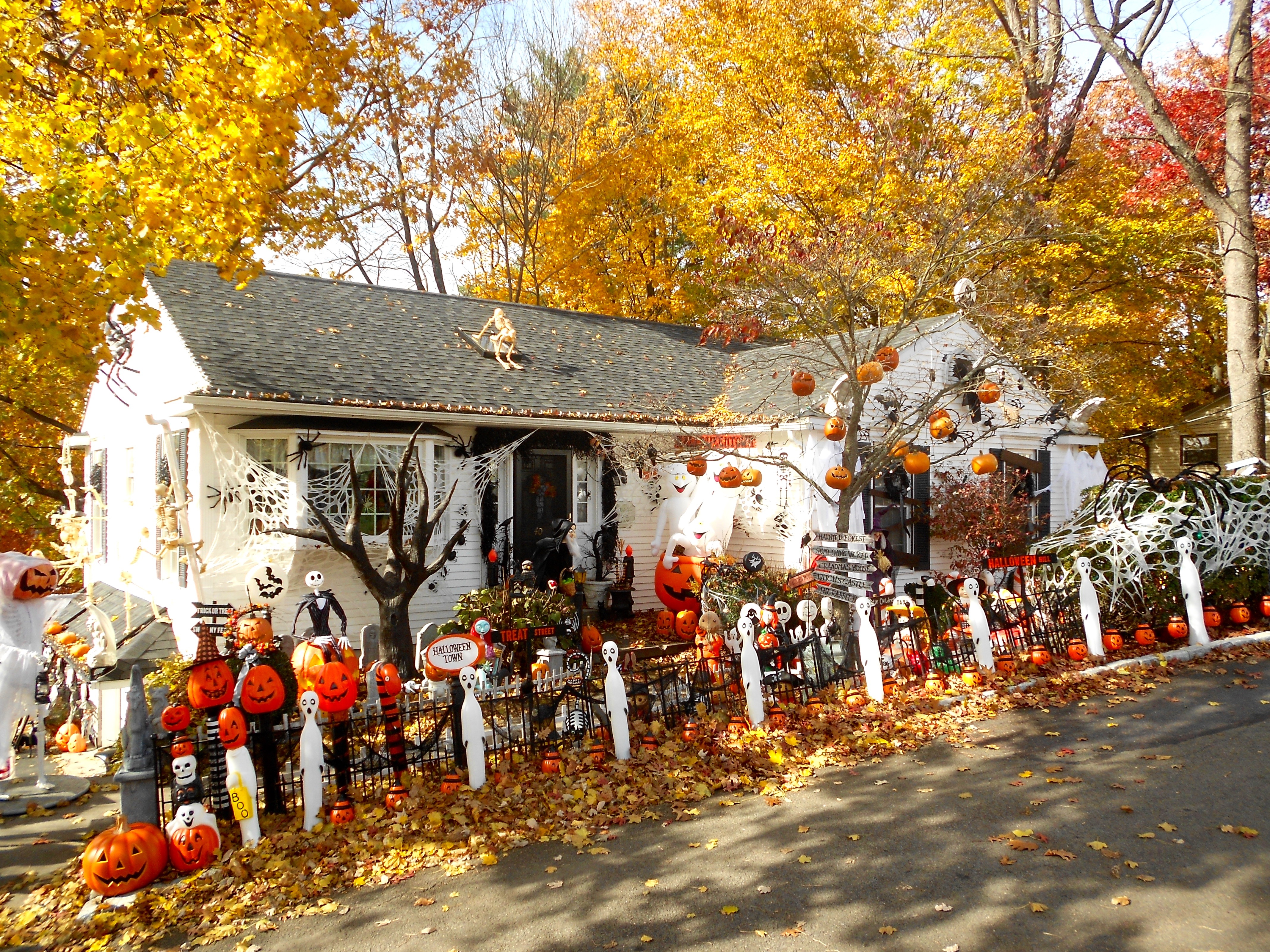
خانهٔ تزئین‌شده در ودرلی، پنسیلوانیا

تجسم مدرن هالووین خاستگاه‌های زیادی دارد. این خاستگاه‌ها شامل آخرت‌شناسی مسیحی، رسومات ملی، ادبیات گوتی و ترسناک (مانند رمان‌ها فرانکنشتاین و دراکولا) و فیلم‌های ترسناک کلاسیک (مانند فرانکنشتاین و مومیایی) می‌شوند. تجسم اسکلت که در سنت‌های مسیحی به گلگتا ارجاع دارد، به‌عنوان «یادآور مرگ و کیفیت فانی زندگی انسان» به کار می‌رود و در نتیجه در ترکیب‌های ممنتو موری و وانیتاس دیده می‌شود. بنابراین، استفاده از اسکلت‌ها در رسوم هالووین، که از این موضوع تأثیر پذیرفته‌است، امری معمول است. طبق سنت‌ها، دیوارهای پشتی کلیساها «با تصویری از روز حساب تزئین شده‌اند، با بازشدن قبرها و برخاستن مرده‌ها، همراه با بهشتی پر شده از فرشتگان و جهنمی پر از شیاطین تکمیل می‌شوند»؛ درونمایه‌ای که در تشریفات این رسوم سه‌گانه نفوذ کرده‌است. یکی از قدیمی‌ترین آثار هنری با موضوع هالووین متعلق به جان مین، شاعر اسکاتلندی است که در سال ۱۷۸۰ که به شوخی‌های دستی در هالووین اشاره کرده‌است؛ «چه شوخی‌های ترسناکی در راه است!» علاوه بر این، باگی (روح) ماوراءالطبیعهٔ مرتبط با شب هالووین نیز از شعر «هالووین» (۱۷۸۵) اثر رابرت برنز الهام گرفته‌است. عناصر فصل پاییز نظیر کدو تنبل، پوش‌برگ (گیاه‌شناسی) ذرت و مترسکها نیز متداول هستند. در نزدیکی روز عید هالووین، معمولاً خانه‌ها با این انواع از نمادها تزئین می‌شوند. تصویرسازی هالووین دربردارندهٔ تجسم‌هایی از مرگ، شر و هیولاهای افسانه‌ای است. رنگ‌های سیاه، نارنجی و در بعضی موارد بنفش، رنگ‌های سنتی جشن هالووین هستند.

## جذابیت مکان‌های تسخیرشده

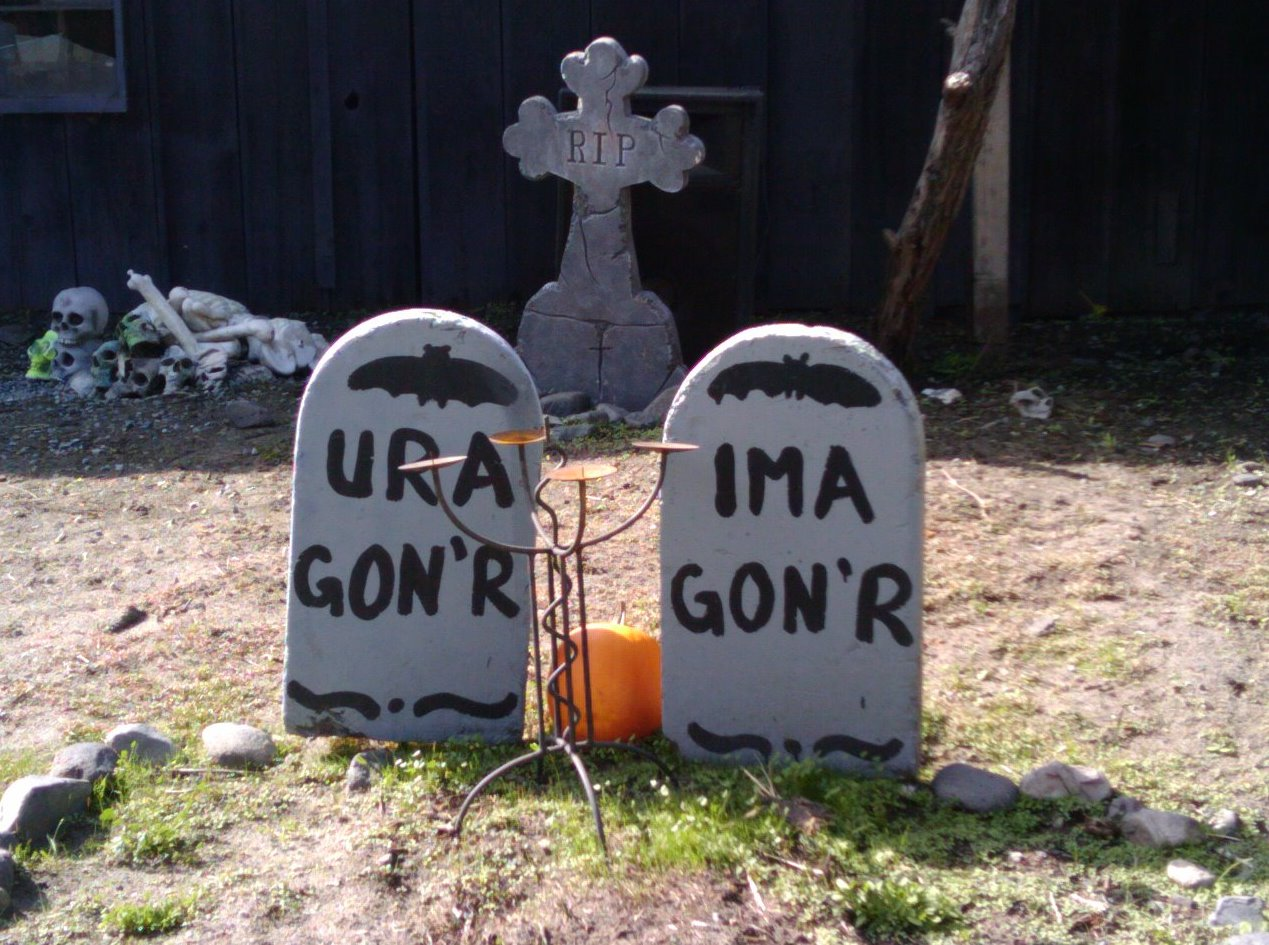
سنگ‌قبرهای فکاهی در مقابل یک خانه در کالیفرنیا

مکان‌های تسخیرشده از جمله جاذبه‌های تفریحی محسوب می‌شوند که با هدف القای حِس ترس و هیجان مراجعان طراحی شده‌اند. بیشتر این جاذبه‌ها در زمرهٔ سرگرمی‌های فصلی هالووین است که می‌تواند شامل خانه وحشت، گروه‌سواری در مرغزارها یا باغ هزارتو (لابیرنت) مزارع ذرت باشد هر چند، سطح اغواگری مولفه‌ها با رشد روزافزون صنعت، رشد چشمگیری داشته‌است. نخستین مکان مستند و هدفمند با مقوله تسخیرشدگی، خانه شبح اورتون و اسپونر بود که در سال ۱۹۱۵ میلادی در لیپهوک انگلستان افتتاح شد. در حقیقت، چنین جاذبه‌ای بیشتر شبیه خانه‌های سرگرم‌کنندهٔ فستیوال‌ها بود که با افزودن ویژگی‌هایی همچون تِم‌های بخار، بر جذابیت آنها افزوده می‌گردید. خانهٔ تسخیرشدهٔ موصوف کماکان وجود دارد و امروزه بخشی از مجموعهٔ هالی‌کامب استیم محسوب می‌شود.
در طول دهه‌های ۱۹۳۰ میلادی و تقریباً همزمان با فراگیری مقوله‌هایی مثل کلک یا خوراکی، نخستین تِم‌های خانه‌های تسخیرشدهٔ هالووینی نیز به آهستگی در ایالات متحده ظهور کردند. پدیده نوظهور خانه‌های تسخیرشده در اواخر دهه ۵۰ میلادی به عنوان یکی از جذابیت‌های اصلی مراسم با مرکزیت کالیفرنیا نمود بیشتری یافتند. در همان زمان و تحت حمایت مرکز بهداشت و سلامت کودکان جونیور، خانه تسخیرشدهٔ سن ماتئو در ۱۹۵۷ افتتاح شد. در طول سال‌های ۱۹۶۲ تا ۱۹۶۳ سراسر کشور شاهد ظهور چنین تِم‌هایی بود و به دنبال آن، در سال ۱۹۶۴ نیز موزه‌خانهٔ تسخیرشدهٔ کودکان ایندیاناپولیس افتتاح شد.
خانهٔ تسخیرشده به عنوان یک شمایل فرهنگ آمریکایی، با افتتاح عمارت تسخیر شده در ۱۲ اوت ۱۹۶۹ واقع در بخش پادشاهی جادویی دیزنی‌لند ارتباط دارد. نوتز بری فارم نیز که یک پارک موضوعی مرتبط با مقولهٔ جذابیت‌های شبانهٔ هالووین بود به همراه نوتز اسکری فارم در سال ۱۹۷۳ افتتاح و پذیرای بازدیدکنندگان گردیدند. مسیحیان انجیلی نیز در سال ۱۹۷۲ با افتتاح یکی از نخستین جهنم‌خانه‌ها، میزبان چنین جاذبه‌هایی گشتند. اولین خانهٔ تسخیرشدهٔ هالووینی که توسط یک سازمان غیرانتفاعی اداره می‌گردید، در سال ۱۹۷۰ و توسط جی‌سیز تحت عنوان سیکامور دیر پارک در کلیفتون، اوهایو ساخته‌شد که توسط یک ایستگاه رادیویی با مرکزیت پخش از سین‌سیناتی اوهایو حمایت مالی می‌گردید که آخرین اجرای آن نیز مربوط به سال ۱۹۸۲ بود.
سازمان غیرانتفاعی مارس آو دایمز با تأثیر پذیرفتن از خانه اوهایو، در سال ۱۹۷۶ نمونه‌های مشابهی را تأسیس نمود. این سازمان به زودی و از طریق جمع‌آوری کمک‌های مالی محلی اقدام به تأسیس یک سلسله از خانه‌های جمع‌وجور به نام کوچک‌خانه‌های تسخیرشدهٔ مارس آو دایمز نمود. هر چند، چنین به نظر می‌رسید که در دهه ۱۹۸۰، سازمان موصوف از حمایت‌های خود در رابطه با چنین مقوله‌ای در سطح ملی دست کشید و با این همه، برخی از خانه‌های تسخیرشده مارس آو دایمز تا به امروز به بقای خود ادامه داده‌اند. در این میان حوادث ناخوشایندی هم به وقوع می‌پیوست همچون حادثهٔ آتش گرفتن قلعهٔ تسخیرشده در ۱۱ مه ۱۹۸۴ در شهر جکسون، نیوجرسی که در نتیجهٔ آن، ۸ نوجوان جان خود را از دست دادند. واکنش به چنین رویداد تلخی، تشدید مقررات مربوط به ایمنی، درج کدهای ساختمانی مجزا به همراه افزایش میزان دفعات بازرسی از جاذبه‌های مرتبط با این مقوله بود. اماکن کوچک‌تر به ویژه مکان‌های تحت حمایت موسسات غیرانتفاعی، قادر به رقابت اقتصادی نبودند و میدان را به شرکت‌های تجاری بزرگ‌تر سپردند. تأسیساتی که در مقاطعی می‌توانستند از مقررات‌های احتیاطی با بهانهٔ موقتی بودن اجتناب ورزند، اکنون ملزم به دریافت و درج کدهای سختگیرانه‌تری برای ارتقا به جاذبه‌های دائمی و ایمن بودند.
در اواخر دهه ۱۹۸۰ و اوایل دهه ۱۹۹۰، پارک‌های موضوعی با جدیت به این حرفه وارد شدند. جشنواره ترسناک شش‌پرچم در سال ۱۹۸۶ آغاز به فعالیت نمود و یونیورسال استودیوز فلوریدا، برنامه شب‌های ترسناک هالووین را شروع کرد. یونیورسال استودیوز سنگاپور به همراه یونیورسال استودیوز ژاپن نیز در چنین رویدادهایی شرکت می‌کنند. دیزنی نیز در خلال همین دوران در شعب پارک‌های خود در کشورهایی مثل پاریس، هنگ کنک و توکیو به همراه ایالات متحده، رویدادهای مهم هالووینی را برگزار می‌نماید. تفریحگاه‌های پارک موضوعی هم، از دیدگاه مقیاس و میزان بازدیدکنندگان امروزه به وفور یافت می‌شوند.

## غذا

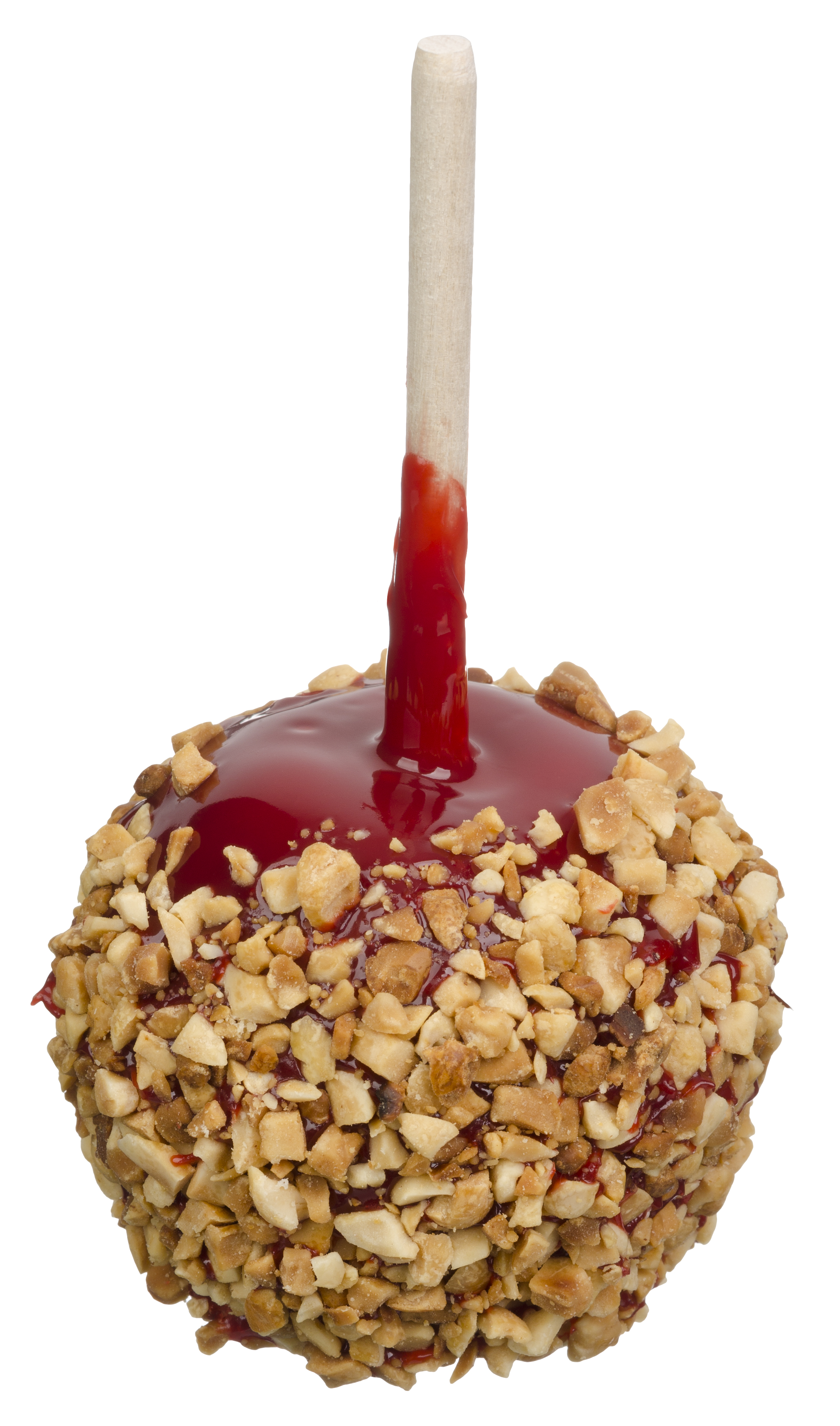
آب‌نبات سیب

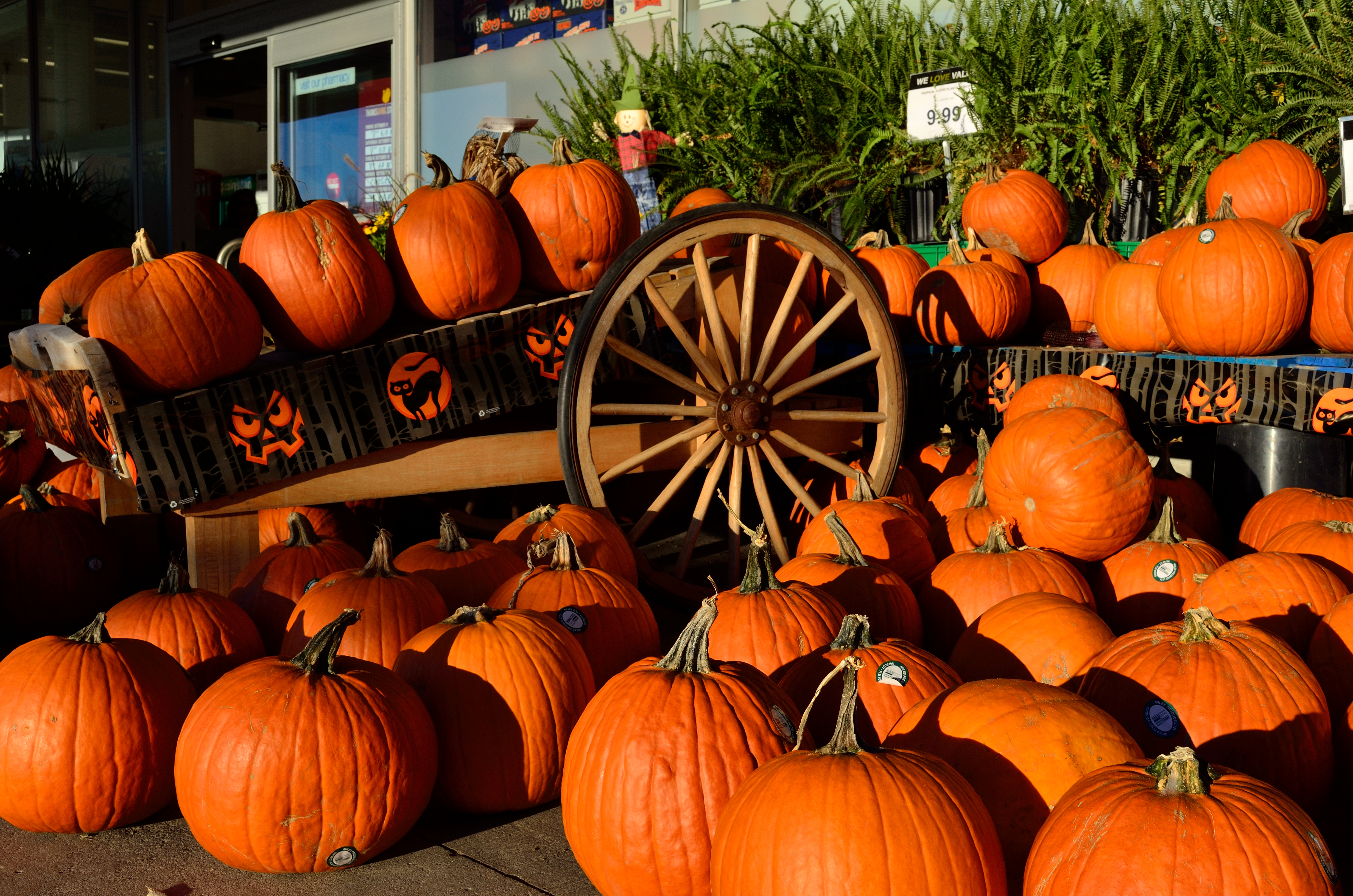
فروش کدوتنبل برای هالووین

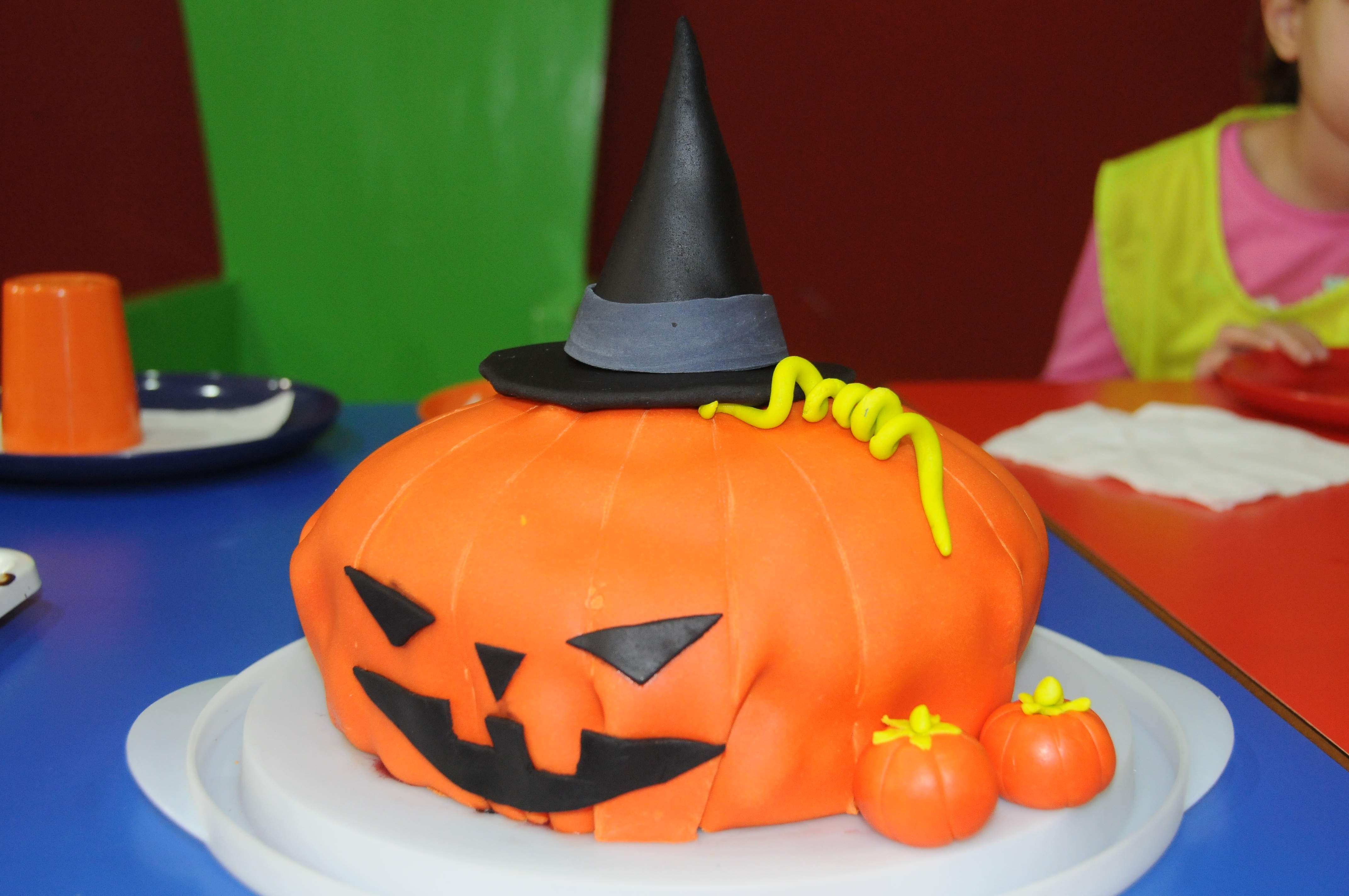
یک کیک هالووین به شکل کدوی هالووین با کلاه جادوگری

در روز هالووین، بسیاری از فرقه‌های مسیحیت غربی، به پرهیز از خوردن گوشت و طبخ غذاهای گیاهی مرتبط با این روز تشویق شده‌اند.
به این دلیل که در نیم‌کره شمالی، جشن هالووین هم‌زمان با برداشت سالیانهٔ سیب است، آب‌نبات سیب، کارامل سیب و تافی سیب از خوراکی‌های معمول هالووین است که با چرخاندن سیب‌های کامل در یک شربت قند چسبناک ساخته می‌شود و گاهی آن‌ها را در آجیل می‌غلتانیم.
زمانی آب‌نبات سیب معمولاً به بچه‌هایی که در هالووین قاشق‌زنی می‌کردند داده می‌شد، اما شایعات گسترده‌ای مبنی بر این‌که برخی از افراد در ایالات متحده وسایل خطرناک مثل سنجاق و تیغ‌های تیز در آن جاسازی می‌کنند، باعث شد که احتیاط بیشتری صورت بگیرد و روند اهدای آب‌نبات سیب به کودکان قاشق‌زن در هالووین کم‌رنگ شد. اگرچه شواهدی از چنین حوادثی وجود دارد، اما نسبت به میزان گزارش چنین مواردی، موارد واقعی شامل اقدامات مخرب بسیار نادر است و هرگز منجر به آسیب جدی نشده‌است؛ با این وجود، بسیاری از والدین به دلیل رسانه‌های جمعی گمان می‌کردند که این اقدامات شنیع و خطرناک، امری شایع است. در اوج این هیجانات و تنش‌ها، برخی از بیمارستان‌ها پیشنهاد رایگان حمل دستگاه‌های ایکس ری مخصوص کودکان هالووین را به منظور شناسایی شواهد خرابکاری دادند. تقریباً در تمام معدود موارد شناخته‌شدهٔ مسمومیت با آب‌نبات، والدینی وجود داشتند که آب‌نبات بچه‌های خود را مسموم کرده بودند.
یکی از سنت‌های نوینی که در ایرلند وجود دارد، پخت (یا امروزه خرید) یک کیک کشمشی است که در آن جایزه‌هایی از قبیل یک حلقهٔ ساده، یک سکه و سایر موارد جذاب قبل از پخت قرار داده شده‌است؛ این جوایز برای فرد خوش‌شانسی که آن را پیدا کند در نظر گرفته شده‌است؛ همچنین گفته شده‌است کسی که حلقه را بگیرد، در سال پیش‌رو عشق واقعی خود را پیدا خواهد کرد! این موضوع مشابه سنت کیک پادشاه در جشن خاج‌شویان است.
در هالووین خوراکی‌های مختلفی از جمله انواع آب‌نبات، کیک و شیرینی مثل آب‌نبات سیب، کارامل سیب، کیک کشمشی، کیک کدو تنبل، ذرت شیرین و … خورده می‌شود.

## جشن‌های مشابه و نگرش‌ها
عید مردگان یا عید بزرگداشت مردگان و روح اجدادی یا یادبود نیاکان در بسیاری از فرهنگ‌های سنتی سراسر جهان برگزار می‌شده‌است و معمولاً به احترام و به یاد مردگان، و اغلب پس از برداشت محصول در ماه اوت، سپتامبر، اکتبر، یا نوامبر برگزار می‌شده‌است. در آیین‌های باستان ایران، در هند، پیترو پاکش در بوداگرایی ژاپنی عید احترام به روح نیاکانِ اُبُن نام دارد. در فرهنگ مردم چین و تایوان عید ارواح جشن گرفته می‌شود.

ماسک مراسم تکریم مردگان از غار کلماکره لرستان

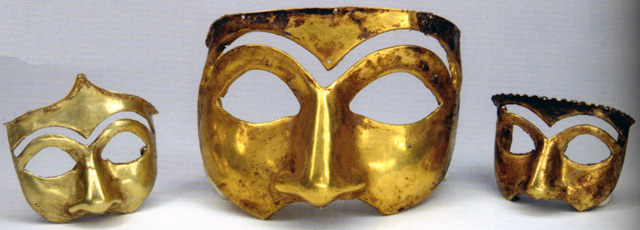
Ancient iranian mask

در دوران باستان در ایران مراسمی برای تکریم مردگان وجود داشته‌است. هالوین هم یک سنت برای تکریم مردگان است و مشابه چنین مراسمی در همه ایران کهن دستکم یکبار در سال برگزار می‌شده‌است رگه‌هایی از این مراسم امروزه در مراسم چراغ شب برات هنوز باقی مانده‌است. هرچند در سده‌های اخیر چراغ برات از ماه مهر به ماه قمری منتقل شده ولی احتمالاً جزو جشنهای مختلف مهرگان اول تا ۱۶ مهر و به‌طور مشخص ۱۳ تا ۱۶ ماه بوده‌است این مراسم در آیین چراغ برات و آیین پیترو پاکش هندوها و مراسم ابن بودایی‌ها و در مراسم هالوین مسیحی‌ها حفظ شده‌است ماسکهایی که از گورهای ایلامی از جمله گور کیدین هوتران یکم در خوزستان هم پیدا شده و ماسکی که از غار کلمانکره لرستان پیدا شده دلیل دیگری بر انجام مراسم تکریم مردگان در دوران باستان ایران است.

### یهودیت
آلفرد کولاچ (به انگلیسی: Alfred J. Kolatch)، رابی یهودی، در جلد دوم کتاب «چرا در یهودیت» می‌گوید که هالووین توسط هلاخای یهودیت مجاز شمرده نشده‌است زیرا برخلاف بخش ۱۸:۳ کتاب سفر لاویان است چراکه در این بخش از کتاب، یهودیان از شرکت در سنت‌ها و آداب و رسوم غیر یهودی و کفار نهی شده‌اند. بسیاری از یهودیان، سالیانه چهار بار مراسم Yizkor یا یادآوری انجام می‌دهند که شبیه به مراسمی است که مسیحیت غربی در هالووین انجام می‌دهند؛ که در آن دعاکنندگان برای شهدا و یکی از اعضای خانواده‌شان نیایش می‌کنند. با این اوصاف، بسیاری از یهودیان آمریکایی، هالووین را جدای از خاستگاه مسیحی آن جشن می‌گیرند. جفری گلدواسر (به انگلیسی: Jeffrey Goldwasser) که یک رابی اصلاح‌گرا و نواندیش است، معتقد است: «هیچ دلیل مذهبی برای این‌که یهودیان معاصر نباید هالووین را جشن بگیرند، وجود ندارد.» این در حالی است که میشل بروید (به انگلیسی: Michael Broyde) که یک رابی یهودی ارتدکس است، با این‌که یهودیان این جشن را برپا دارند، مخالف است. او می‌گوید که یهودیان باید جشن پوریم را برپا دارند؛ جایی که کودکان برای برپایی جشن، لباس‌های مخصوص و سنتی می‌پوشند.

### اسلام
- شیخ ادریس پالمر، نویسندهٔ کتاب «یک راهنمای مصور مختصر برای درک اسلام» معتقد است مسلمانان نباید در جشن هالووین شرکت کنند؛ او این‌گونه بیان می‌کند که «شرکت در هالووین بدتر از شرکت در کریسمس، عید پاک و … است. این گناهی بدتر از آن است که یک مسلمان، به یک مسیحی بابت سجده بر مصلوب تبریک بگوید.»[۱۳۶] جاوید مؤمن، نویسندهٔ مسلمان با این عقیده مخالف است؛ او می‌گوید این که دخترش مانند غرفهٔ تلفن انگلیسی (لباس هالووین) لباس بپوشد، ایمانش را به عنوان یک مسلمان از بین نخواهد برد.[۱۳۷]

### هندوئیسم
هندوها در فستیوال پترو پاکشا، مردگان را یاد می‌کنند؛ در این مراسم، هندوها مراسمی برگزار می‌کنند و ادای احترام و نیایش می‌کنند تا «تا روح نیاکانشان را آرام نگه دارند.» این جشن در ماه بهادراپادا که یک ماه هندو است، برگزار می‌شود (زمان آن معمولاً اواسط سپتامبر است). گاهی زمان جشن دیوالی که یکی از جشن‌های هندو است، با زمان برگزاری هالووین هم‌زمان می‌شود و ضدیت ایجاد می‌کند؛ برخی از هندی‌ها تصمیم می‌گیرند که در جشن هالووین شرکت کنند؛ اما سایر هندوها از جمله سمیه داسگوپتا (به انگلیسی: Soumya Dasgupta) مخالف برپایی جشن‌هایی با زمینهٔ غربی مانند هالووین هستند که «جشنواره‌های بومی هندوها را تحت تأثیر قرار می‌دهد.»

### پاگانیسم مدرن
هیچ قانون یا دیدگاه ثابتی از جانب کسانی که خود را پاگانیست مدرن یا ویکان توصیف می‌کنند دربارهٔ هالووین وجود ندارد. برخی از پاگانیست‌های مدرن، هالووین را جشن نمی‌گیرند و به جای آن، در ۱ نوامبر جشن سوون را گرامی می‌دارند؛ برخی از نئوپاگان‌ها از جشن‌های هالووین لذت می‌برند و اظهار می‌کنند که می‌توان "علاوه بر سرگرمی هالووین" "مراسم باشکوه سوون" را نیز برگزار کرد؛ برخی دیگر از نئوپاگان‌ها با برگزاری جشن هالووین مخالف هستند و اظهار می‌دارند که هالووین، جشن سوون را بی‌اهمیت می‌کند؛ آن‌ها می‌گویند که «به خاطر اذیت و آزار و مزاحمت حاصل از قاشق‌زنی هالووین، از آن اجتناب کنید.» مجلهٔ دانشجویی مانیتوبان می‌نویسد: «ویکان‌ها به‌طور رسمی هالووین را جشن نمی‌گیرند، با این وجود در تقویم یک ویکان خوب، روز ۳۱ اکتبر نشان‌دار شده‌است! با شروع غروب آفتاب، ویکان‌ها مراسمی را جشن می‌گیرند که سوون نامیده می‌شود. جشن سوون، از سنت و فرهنگ مردم سلتی می‌آید و منحصر به دیدگاه‌های مذهبی پاگان نظیر ویکا نیست. در حالی‌که سنت و فرهنگ جشن سوون از کشورهای سلتی می‌آید، اما ویکان‌های مدرن تلاش و اصراری برای تکرار تاریخی مراسم ندارند و به سبک خود آن را برگزار می‌کنند؛ البته برخی از آیین‌های این جشن همچنان انجام می‌شوند. در اصل، این جشن به عنوان زمانی برای گرامیداشت تاریکی و مردگان در نظر گرفته می‌شده‌است و ممکن است این، یکی از دلایل تشابه و اشتباه گرفتن جشن سوون با هالووین باشد.»

## در سراسر جهان

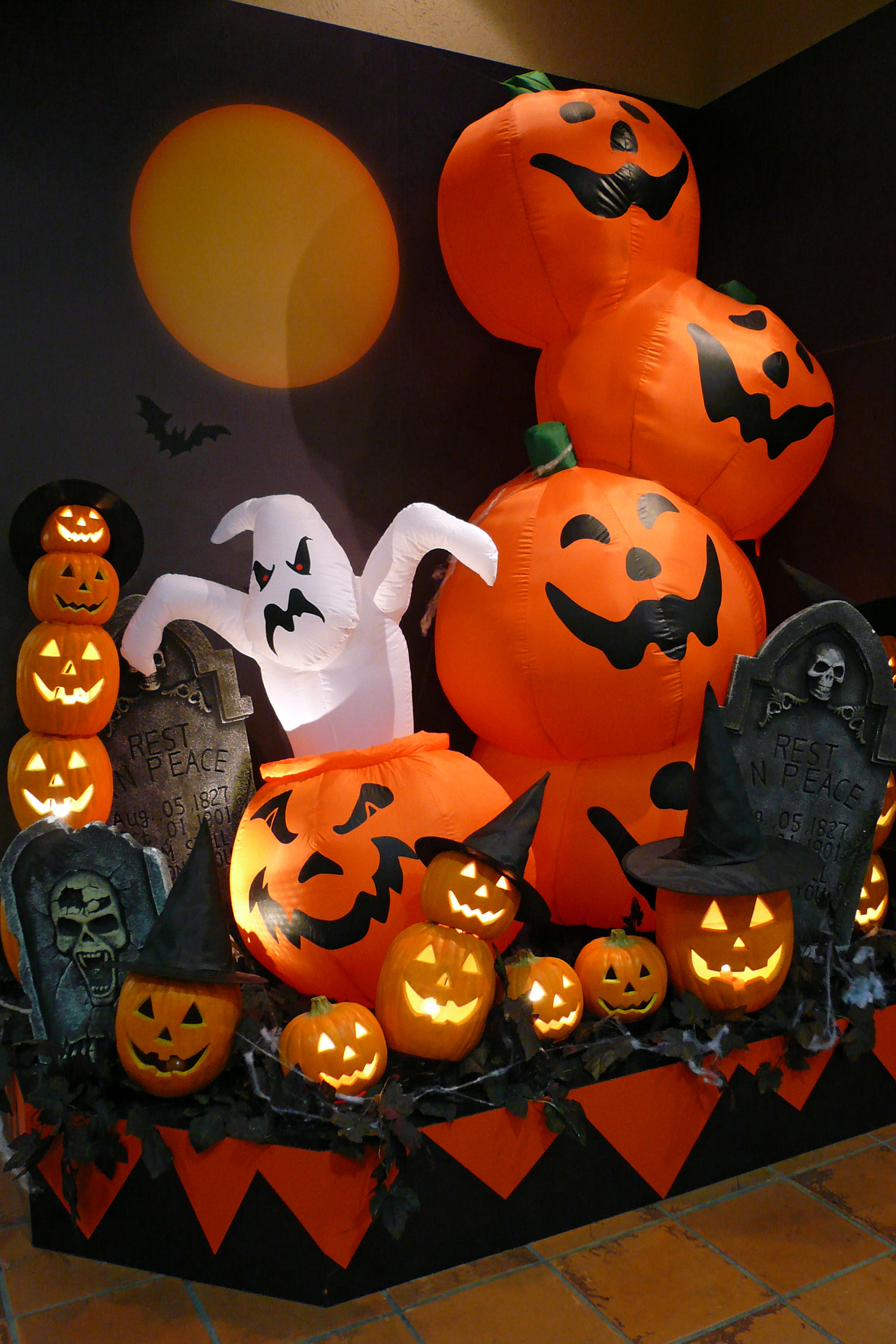
نمایش هالووین در شهر کوبه، ژاپن

اهمیت و شیوهٔ برگزاری هالووین در کشورهایی که این جشن در آن‌ها دیده شده‌است، بسیار متفاوت است. در اسکاتلند و ایرلند، سنت برگزاری هالووین به این صورت است که کودکان لباس‌های فریبنده و ماسک می‌زنند و مهمانی و دورهمی برگزار می‌شود؛ در ایرلند همچنین مراسمات چراغانی و آتش‌بازی هم برگزار می‌شود. در برتانی کودکان با قرار دادن شمع در داخل جمجمه، برای ترساندن بازدیدکنندگان و مراجعان قبرستان‌ها تلاش می‌کنند و با آن‌ها شوخی می‌کنند. مهاجرت گستردهٔ آن سوی اقیانوس اطلس بین اروپا و آمریکا در قرن نوزدهم، هالووین را در آمریکای شمالی رواج داد؛ به طوری که جشن در ایالات متحده و کانادا تأثیر مهمی در نحوهٔ برگزاری این رویداد در سایر کشورها داشته‌است. بزرگ‌ترین تأثیر فرهنگ آمریکای شمالی در برگزاری هالووین بر عناصر نمادین و تجاری و به ویژه در مکان‌هایی مانند اکوادور، شیلی، استرالیا، نیوزیلند، اروپای قاره‌ای (بیش‌ترین تأثیر)، فنلاند، ژاپن و سایر بخش‌های شرق آسیا تجلی یافته‌است. مردم فیلیپین در هالووین، در تدارک عید مقدسان که در روز ۱ نوامبر است و روز ارواح درگذشته که در روز ۲ نوامبر است، به زادگاه خود بازمی‌گردند و شمع و گل خریداری می‌کنند. در مکزیک و آمریکای لاتین، این روز به عنوان روز مردگان شناخته می‌شود؛ بیشتر مردم آمریکای لاتین برای بزرگداشت بستگان درگذشتهٔ خود، در خانه‌هایشان محراب و یادبودی می‌سازند و آنها را با گل و شکلات و سایر نذورات تزئین می‌کنند.